# Acidiostigma s-nigrum
Acidiostigma s-nigrum är en tvåvingeart som först beskrevs av Matsumura 1916.  Acidiostigma s-nigrum ingår i släktet Acidiostigma och familjen borrflugor. Inga underarter finns listade i Catalogue of Life.